# Межвиньский, Владислав
Влади́слав Межви́ньский, Мержви́нский (пол. Władysław Mierzwiński; 21 октября 1848, Варшава, Царство Польское, Российская империя — 14 июля 1909, Париж, Франция) — оперный певец (тенор) и педагог.

## Биография
Родился в семье архитектора Йозефа Межвиньского и Элеоноры Межвиньской (урождённая Шпаковская). Окончил в Варшаве гимназию, учился вокалу у Франческо Чаффеи, музыкальной теории у Габриэля Рожнецкого, затем совершенствовался в Италии.
Как певец дебютировал в парижской опере партией Рауля в «Гугенотах» Мейербера (1870-е годы). С 1875 года пел в Лионе. Потом перебрался в Берлин и какое-то время провёл в тогдашней Пруссии: Торн, Грауденц, Юнгбреслау и Данциг. Обладал красивым по тембру голосом, но слабой музыкальной подготовкой (Риман). Однако критика называла его «королём теноров». Много гастролировал; выступал на сценах оперных театров, в частности в «Ла Скала», в «Ковент-Гардене» (1881) и в Большом театре в Москве (1884). В 1888 г. был первым исполнителем заглавной партии в «Азраиле» Альберто Франкетти (Королевский театр в Реджо-нель-Эмилия). Лучшей считается заглавная партия в «Вильгельме Телле» Россини. Был известен также как автор и исполнитель популярных романсов.
В 1893 году началась болезнь горла, заставившая певца оставить сцену. В редкие моменты, когда голос возвращался, давал концерты в Варшаве, Вильне и Киеве, пока не утратил окончательно голос в 1896 году. Последние годы жизни провёл в Париже, преподавал пение, затем работал гостиничным портье; Межвиньскому помогал его соотечественник Ян Решке.

## Партии
- «Гугеноты» Мейербера — Рауль
- «Роберт-Дьявол» Мейербера — Роберт, герцог нормандский
- «Вильгельм Телль» Россини — Вильгельм Телль
- «Жидовка» Галеви — Элеазар, еврей, ювелир
- «Трубадур» Верди — Манрико